# Carl Haver
Carl Haver (* 1859 in Schwerte; † 1920 oder 1924 in Düsseldorf) war ein deutscher Porträt-, Genre-, Interieur- und Landschaftsmaler der Düsseldorfer Schule.

## Leben
Haver kam 1880 an die Kunstakademie Düsseldorf, wo er in den Klassen von Peter Janssen dem Älteren studierte und 1881 wegen Krankheit wieder ausschied. Als in Düsseldorf ansässiger Porträt-, Genre-, Interieur- und Landschaftsmaler mit Spezialisierung auf niederländische Motive ist er in der Zeit zwischen 1900 und 1918 greifbar. Auf großen Kunstausstellungen in Düsseldorf, Berlin und München trat er auf. 1904 gründete er mit den Malern Hans Deiker, Theodor Groll, Carl Jutz d. J., Gustav Rutz, Emil Schultz-Riga und anderen in Düsseldorf die Novembergruppe.